# Антоніу Ліма Перейра
Антоніу Ліма Перейра (порт. António Lima Pereira, 1 лютого 1952, Повуа-де-Варзін — 22 січня 2022) — португальський футболіст, що грав на позиції центрального захисника, зокрема за «Порту» та національну збірну Португалії.
Чотириразовий чемпіон Португалії. Дворазовий володар Кубка Португалії. Володар Кубка чемпіонів УЄФА. Володар Суперкубка УЄФА. Володар Міжконтинентального кубка. 

## Клубна кар'єра
У дорослому футболі дебютував 1971 року виступами за команду «Варзім», в якій провів сім сезонів. 
Своєю грою за цю команду привернув увагу представників тренерського штабу клубу «Порту», до складу якого приєднався 1978 року. Відіграв за клуб з Порту наступні одинадцять сезонів своєї ігрової кар'єри. За цей час чотири рази виборював титул чемпіона Португалії, ставав володарем Кубка чемпіонів УЄФА, володарем Суперкубка УЄФА, а також володарем Міжконтинентального кубка.
Завершив ігрову кар'єру у нижчоліговій команді «Мая» з передмістя Порту, за яку виступав протягом 1989—1991 років.

## Виступи за збірну
1981 року дебютував в офіційних матчах у складі національної збірної Португалії.
У складі збірної був учасником чемпіонату Європи 1984 року у Франції, на якому команда здобула бронзові нагороди, а сам гравець був одним з основних центральних захисників, взявши участь в усіх чотирьох іграх своєї команди.
Загалом протягом кар'єри в національній команді, яка тривала 5 років, провів у її формі 20 матчів.
Помер 22 січня 2022 року на 70-му році життя.

## Титули і досягнення
- Чемпіон Португалії (4):

«Порту»: 1978-1979, 1984-1985, 1985-1986, 1987-1988
- Володар Кубка Португалії (2):

«Порту»: 1983-1984, 1987-1988
- Володар Кубка чемпіонів УЄФА (1):

«Порту»: 1986-1987
- Володар Суперкубка УЄФА (1):

«Порту»: 1987
- Володар Міжконтинентального кубка (1):

«Порту»: 1987